# Ångermanlands södra domsaga
Ångermanlands södra domsaga var en domsaga i Västernorrlands län. Den bildades 1882 (enligt beslut den 30 april 1881)  vid delningen av Södra Ångermanlands domsaga och upplöstes 1971 i samband med tingsrättsreformen i Sverige. Domsagan överfördes då till Härnösands tingsrätt.
Domsagan lydde först under Svea hovrätt, men överfördes till domkretsen för hovrätten för Nedre Norrland när denna bildades 1948. Vid bildandet löd tre tingslag under domsagan, men detta antal minskades till ett den 1 september 1905, när de tre bildade Ångermanlands södra domsagas tingslag. När domsagan upphörde 1971 löd således under den bara ett tingslag.
En domsaga med detta namn fanns även i perioden 1756 till 1788, som föregick och efterföljdes av Ångermanlands domsaga. Domsagan omfattade Gudmundrå tingslag från 1757, Nora tingslag från 1757,  Säbrå tingslag, Boteå tingslag, Sollefteå tingslag, Ramsele tingslag och Nätra tingslag.

## Tingslag
- Gudmundrå tingslag; till 1 september 1905
- Nora tingslag; till 1 september 1905
- Säbrå tingslag; till 1 september 1905
- Ångermanlands södra domsagas tingslag; från 1 september 1905

## Häradshövdingar
- 1882–1912 Carl David Theodor Uppström
- 1912–1929 Knut Frans Oskar Ekbom
- 1929–1941 Sigurd Odéen
- 1941–1964 Hans Fredrik Knagenhielm Karlsson
- 1964–1970 Carl Hamilton